# Robert Slippens
Robertus Michiel Joseph Lucas Maria Jacobus "Robert" Slippens (nascido em 3 de maio de 1975) é um ex-ciclista holandês de ciclismo de pista.
Slippens representou os Países Baixos em quatro Jogos Olímpicos. Ele fez sua estreia olímpica nos Jogos Olímpicos de Verão de 1996 em Atenas, onde participou na perseguição por equipes de 4 km, ao lado de Jarich Bakker, Richard Rozendaal e Peter Schep. A equipe terminou na décima segunda posição. Quatro anos depois, nos Jogos Olímpicos de Verão de 2000 em Sydney, Slippens participou no mesmo evento, mas com ciclistas diferentes. Bakker e Rozendaal foram substituídos por Jens Mouris, John den Braber e Wilco Zuijderwijk, enquanto Schep e Slippens permaneceram. Embora a equipe consistia de cinco ciclistas, apenas quatro foram autorizados na pista ao mesmo tempo. Se classificaram para as quartas de final, onde perderam para a equipe ucraniana, resultando em um sétimo lugar na geral.
Nos Jogos Olímpicos de Verão de 2000 em Sydney, Slippens também competiu no madison, fazendo par com seu companheiro de equipe, Danny Stam, terminando na oitava posição. Nos Jogos Olímpicos de Verão de 2004 em Atenas, Stam e Slippens novamente se classificaram para o madison, mas terminaram em décimo quarto lugar, uma volta atrás dos vencedores.